# Шепелькино
 Шепелькино — деревня в Вышневолоцком городском округе Тверской области.

## География
Находится в центральной части Тверской области на расстоянии приблизительно 4 км по прямой на север-северо-восток от города Вышний Волочёк на восточном берегу озера Шепелькино.

## История
Была отмечена на карте 1825 года. В 1859 году здесь (деревня Вышневолоцкого уезда) было учтено 10 дворов. До 2019 года входила в состав ныне упразднённого Сорокинского сельского поселения Вышневолоцкого муниципального района.

## Население
Численность населения составляла 64 человека (1859 год), 27 (русские 100 %) в 2002 году, 23 в 2010.